# Stagnation
Udtrykket stagnation (af latin stagnatio = "stilstand") bruges om et udviklingsforløb, hvor der hverken ses en tendens til fremgang eller tilbagegang. Afledt derfra også om perioder med ringe eller ingen økonomisk vækst, men heller ingen tilbagegang.

## Permanent stagnation
Teorien om permanent stagnation (engelsk: Secular stagnation) blev oprindelig fremført af den dansk-amerikanske økonom Alvin Hansen, en tilhænger af Keynes' økonomiske tanker, i 1930'erne. Teorien forudsiger, at der i moderne markedsøkonomier kan opstå en mere permanent situation, hvor investeringsniveauet og den generelle økonomiske aktivitet er for beskeden til, at der kan opnås et højt beskæftigelsesniveau. Teorien gik på det nærmeste i glemmebogen i efterkrigstidens højvækstperiode, men har igen fået en opblussen efter finanskrisen. USA's tidligere finansminister Lawrence Summers og Nobelpristageren Paul Krugman har således gjort sig til fortalere for den.
En måde at forklare permanent stagnation på er at tage udgangspunkt i samfundets renteniveau. Renten kan skabe ligevægt mellem udbud og efterspørgsel på kapitalmarkedet, dvs. ligevægt mellem opsparing og investeringer. Hvis der er for lav samlet efterspørgsel og for få investeringer i økonomien, kan en lavere rente genoprette situationen ved at gøre det billigere at låne og investere. Men hvis den rente, der skal til for at skabe tilstrækkeligt med efterspørgsel og investeringer, er negativ, kan det blive svært at komme ud af stagnationen. Nominelle renter kan ikke blive negative for alvor, så der er i praksis en nedre grænse for den nominelle rente på nul procent (denne situation er også kendt som likviditetsfælden). Hvis inflationen er lav, kan realrenten (forskellen mellem den nominelle rente og inflationen) måske ikke blive lav nok til at stimulere investeringerne tilstrækkeligt, og så kan økonomien havne i en langvarig stagnation.

## Ekstern henvisning
- Secular Stagnation: Facts, Causes and Cures Arkiveret 19. august 2014 hos  Wayback Machine - bog om permanent stagnation, udgivet 2014 af forskningsnetværket CEPR - Centre for Economic Policy Research.